# خانواده غریبه من
خانواده غریبه من (انگلیسی: My Unfamiliar Family; کره‌ای: (아는 건 별로 없지만) 가족입니다) یک مجموعه تلویزیونی محصول کره جنوبی سال ۲۰۲۰ با بازی جونگ جین یونگ، وون می کیونگ، چو جا هیون، هان یه ری، شین جه ها و کیم جه سوک است. این مجموعه از ۱ ژوئن تا ۲۱ ژوئیه ۲۰۲۰، روزهای دوشنبه و سه‌شنبه ساعت ۲۱:۰۰ (کی‌اس‌تی) از تی‌وی‌ان پخش شد.

## بازیگران

### اصلی
- جونگ جین یونگ در نقش کیم سانگ شبک
  - هان جون وو در نقش جوانی سانگ شیک
- وون می کیونگ در نقش لی جین سوک
  - آه یونگ در نقش جوانی جین سوک
- چو جا هیون در نقش کیم اون جو[۲]
- هان یه ری در نقش کیم اون هی[۳]
- شین جه ها در نقش کیم جی وو[۴]
- کیم جی سوک در نقش پارک چان هیوک